# Club de Fútbol Esperanza de Lagos
El Clube Futebol Esperança de Lagos es un club de fútbol luso de la ciudad de Lagos en el Algarve. El club fue fundado en 1912. Actualmente juega en la Primera División de Algarve, la quinta división del fútbol luso.

## Historia
En el año 1920 se fundó el CF Esperança de Lagos del antiguo club Lagos Football Clube y debe su nombre al nombre de la novia de unos de los fundadores, José Victor Adragão.
Después de su fundación empezaron a jugar contra el Sporting CP, SL Benfica, el Lagos, actual Sport Lagos y el Clube Marítimo "Os Lacobrigenses" Lagos.
Jugaba en el campo de S. João y antes de que el oficial de los campeonatos de distrito comenzó a jugar partidos con los equipos de la tierra y el barrio, incluyendo Portimão.

## Palmarés
- Tercera División de Portugal: 1

1982/83
- Primera División de Algarve: 3

1969/70, 2008/09, 2018/19
- Copa de Algarve: 2

2004/05, 2008/09

## Entrenadores

### Entrenadores destacados
- Fernando Cabrita (1992)